# Momentum
|  | Wiktionary har en ordboksartikel om momentum. |

För företaget Momentum Group AB, se Momentum Group
Momentum är en anglicism som i svenskan har kommit att användas i överförd mening inom ekonomi, sport, organisationssammanhang med flera områden. I engelskan är ordets bokstavliga betydelse ett mekaniskt begrepp, rörelsemängd, och syftar oftast på en "tröghetsprincip" i de sammanhang en rörelse fortsätter i samma riktning när den väl kommit igång. I överförd bemärkelse handlar det om att få upp farten och behålla farten, där mängden av dess fysiska slagkraft och rörelseengergi kan räknas ut i formeln massa gånger hastighet. I fysiska sporter är det således storleken, styrkan och farten som skapar momentum i tävlingar istället för att tala om tur.
Ett psykologiskt momentum i den professionella idrottsvärlden definieras som ett dubbelriktat koncept som påverkar sannolikheten att antingen vinna eller förlora, utifrån resultatet av den föregående tävlingen. Sporter där det blivit allt vanligare för utövare och kommentatorer att använda ordet är exempelvis basket, baseboll, ishockey och fotboll – även om begreppet emellanåt kunnat misstolkas. Svensk ordbok beskriver momentum som en vändning till en positiv trend, medan momentum i sig kan vara antingen positiva eller negativa. Sedan början av 1990-talet har idrottspsykologer undersökt en del kring både uppfattningar om psykologiskt momentum och kopplingar till prestation och resultat, och forskning visar att tydliga samband finns om än med få konkreta bevis. Momentumsekvenser kan vara mycket korta eller till och med rulla över från en match till nästa; detta beskrev exempelvis ishockeyspelaren Mattias Janmark (Frölunda HC) vid SM-slutspelet 2015: "Nu har vi momentum här, men vi står för en jäkla tuff uppgift i Växjö."